# Station L'Hospitalet de Llobregat
L'Hospitalet de Llobregat (Spaans: Hospitalet de Llobregat), ook wel aangeduid als L'Hospitalet, is een station van de Cercanías Barcelona. Het station is gelegen in de plaats L'Hospitalet de Llobregat.
Men kan hier gebruikmaken van lijn 1, 3, 4 en 7. Passagiers kunnen tevens overstappen op metrostation 'Rambla Just Oliveras' (metrolijn 1) en stadsbussen.

## Lijnen
| Eindbestemming                                | Vorig station   | Lijn | Volgend station | Eindbestemming          |
| --------------------------------------------- | --------------- | ---- | --------------- | ----------------------- |
| Molins de Rei                                 | Cornellà        |      | Sants           | Mataró Maçanet-Massanes |
| eindpunt                                      | eindpunt        |      | Sants           | Vic                     |
| Sant Vicenç de Calders Vilafranca del Penedès | Sant Joan Despí |      | Sants           | Terrassa Manresa        |
| eindpunt                                      | eindpunt        |      | Sants           | Martorell               |

Hospital de Bellvitge · Bellvitge · Av. Carrilet · Rambla Just Oliveras · Can Serra · Florida · Torrassa · Santa Eulàlia · Mercat Nou · Plaça de Sants · Hostafrancs · Espanya · Rocafort · Urgell · Universitat · Catalunya · Urquinaona · Arc de Triomf · Marina · Glòries · Clot · Navas · La Sagrera · Fabra i Puig · Sant Andreu · Torras i Bages · Trinitat Vella · Baró de Viver · Santa Coloma · Fondo